# Anne-Antoine-Jules de Clermont-Tonnerre

Kardinal Anne-Antoine-Jules de Clermont-Tonnerre (Porträt von Louis Hersent, 1825)

Anne-Antoine-Jules de Clermont-Tonnerre (* 1. Januar 1749 in Paris; † 21. Februar 1830 in Toulouse) war ein französischer Kardinal der Katholischen Kirche.

## Leben
Er entstammte dem Haus Clermont-Tonnerre und war der zweite Sohn von Jules Charles Henri, Duc de Clermont-Tonnerre (1720–1794) und Marie Le Tonnelier de Fontenay-Trésigny. Sein Vater sowie sein älterer Bruder Marquis Charles Gaspard de Clermont-Tonnerre starben während der Revolution 1794 in Lyon auf der Guillotine. Der ebenfalls von Revolutionären ermordete Politiker Stanislas de Clermont-Tonnerre (1747–1792) war sein Cousin, General Aimé Marie Gaspard de Clermont-Tonnerre (1779–1865) sein Neffe.
Nachdem de Clermont-Tonnerre an der Universität Sorbonne ein Lizenziat der Theologie erworben und die Priesterweihe empfangen hatte, verwaltete er fünf Jahre lang das Amt des Generalvikars der Diözese Besançon. Zugleich Kommendatarabt von Montier-en-Der, gehörte er ab 1772 der französischen Klerusversammlung an.
Nachdem er durch König Ludwig XVI. zum Bischof von Châlons nominiert und durch Papst Pius VI. am 25. Februar 1782 ernannt worden war, empfing er am 14. April 1782 durch Alexandre Angélique de Talleyrand-Périgord in Paris die Bischofsweihe. Im Jahre 1789 den Generalständen angehörend, verweigerte er die Vereidigung auf die Zivilverfassung des Klerus und ging nach Deutschland ins Exil. Obwohl er am 15. Dezember 1801 auf sein Bistum verzichtet hatte, kehrte er 1817 nach Châlons zurück.
Am 28. August 1820 ernannte ihn Papst Pius VII. zum Erzbischof von Toulouse und kreierte ihn im Konsistorium vom 2. Dezember 1822 zum Kardinal. Nachdem er in Rom 1823 am Konklave teilgenommen hatte, empfing er vom neuen Papst Leo XII. am 20. November 1823 den Kardinalshut und am 24. November 1823 die Titelkirche Santissima Trinità al Monte Pincio. Kardinal Clermont-Tonnerre nahm auch am Konklave von 1829 mit der Wahl von Papst Pius VIII. teil.
Gemäß einem erhaltenen Porträt war der Kardinal ein Komtur des Ordens vom Heiligen Geist.